# Marga Maria Werny
Marga Maria Werny (* 28. Februar 1913 in Köln; † 25. Oktober 1994 ebenda) war eine deutsche Schauspielerin.

## Leben
Werny begann ihre Schauspielkarriere 1935 in Tilsit. Von 1939 bis 1940 war sie in Schleswig, von 1941 bis 1944 in Coburg und von 1945 bis 1950 in Aachen. Sie hatte Theaterauftritte und Filmengagements. Später machte sie zusätzlich Fernseharbeit, u. a. im Schulfernsehen des WDR, beispielsweise in der Serie Anna, Schmidt & Oskar,  sowie in der Werbung. Ab 1971 arbeitete sie auch als Übersetzerin. Einer breiteren Öffentlichkeit wurde sie erst 1990 bekannt, als sie die Rolle der Oma Sharif in der ARD-Unterhaltungsserie Schmidteinander spielte. 1994 starb sie mit 81 Jahren in einem Kölner Krankenhaus an Herzversagen.

## Filmographie
- 1989: Erdenschwer, Regie: Oliver Herbrich
- 1990: Von Zeit zu Zeit (Kurzfilm), Regie: Michael Gutmann
- 1990–1994: Schmidteinander (30 Folgen)
- 1992: Schwarze Hochzeit, Regie: Clive Donner
- 1992: Lindenstraße (Folge 318)

## Diskografie
- 1990: Janosch – Hasenkinder sind nicht dumm / Kleiner Hase Baldrian, Deutsche Grammophon
- 1990: Janosch – Hasen Geschichten, Deutsche Grammophon
- 1990: Janosch – Komm nach Iglau, Krokodil, Deutsche Grammophon